# Tabula Rasa (film, 2011)
Pour les articles homonymes, voir Tabula rasa.
Pour plus de détails, voir Fiche technique et Distribution.
Tabula Rasa est un court métrage du cinéaste montréalais Matthew Rankin paru en 2011.

## Synopsis
À Saint-Boniface, au Manitoba, après les inondations de 1950, une femme, Marie-Oiseau, prie pour les victimes tandis qu'un homme, Fernand, dérive à travers les ruines.

## Fiche technique
- Montage : Matthew Rankin
- Direction photo : Julien Fontaine
- 1re assistante à la réalisation : Éléonore Létourneau
- Direction artistique : Kate Whitehead et Christian Mouzard
- Effets spéciaux : Victor Lamontagne
- Techniciens en effets spéciaux : Sylvain Béland et Guillaume Simard
- Chef éclairagiste : Christion Mouzard
- Chef machiniste : Tommy Diotte
- Musique : Alek Rzeszowski et Matt Peters
- Conception sonore : Patrice LeBlanc
- Maquillage et coiffure : Anicko Bouchard
- Costumes : Chantal Lafrenière
- Décors et accessoires : Kate Whitehead
- Coordinateur de construction : Christian Mouzard
- Menuisier : Christian Wolput
- Techniciens artistiques : Alex Godley et Joseph Gagné

## Distribution
- Martin Dubreuil : Fernand
- Sarah Gravel : Marie-Oiseau
- Grimes : Saint-Boniface
- Marie-Ginette Guay : Mère de Fernand
- Alek Rzeszowski : Organiste
- Einar Örn Einarsson : Curé
- Shane Smith : Survivant

## Distinctions

### Récompenses
- Les Rendez-vous du cinéma québécois 2012 : Prix à l'innovation ONF[1]
- Les Percéides 2012 : Meilleur court-métrage canadien ONF[2]
- Prends ça court! 2012 : Association québécoise des critiques de cinéma, Prix Télé-Québec, Coupe du court[2]
- Prix Vision Globale [2]

### Nominations
- Soirée des prix Jutra 2012 (désormais Gala Québec Cinéma) : Meilleur court/moyen métrage